# Dörtkonak, Gümüşhane
Dörtkonak là một xã thuộc thành phố Gümüşhane, tỉnh Gümüşhane, Thổ Nhĩ Kỳ. Dân số thời điểm năm 2008 là 81 người.